# Brocha (instrumento)

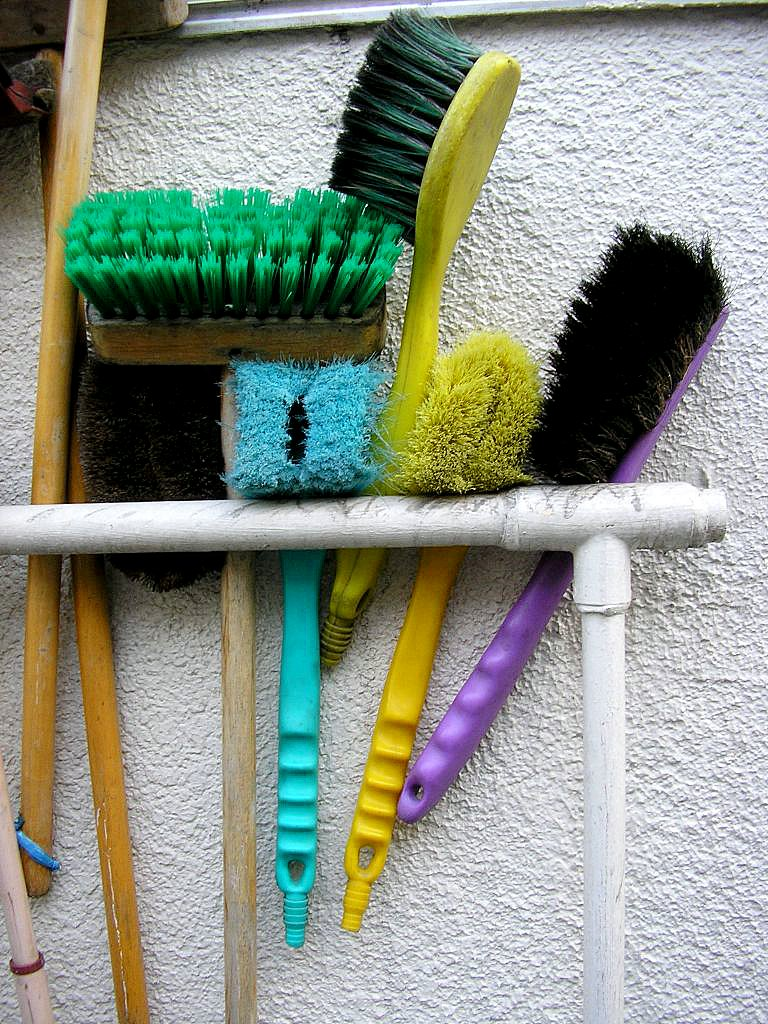
Brochas de limpiar, a menudo llamadas "Escobitas" o "Escobillones" y cepillos de limpiar Inodoros

Una brocha es un instrumento consistente en un conjunto de cerdas unidas a un mango que se utiliza para pintar, maquillarse o para otros fines. 
La brocha es una herramienta utilizada para pintar casas tradicionalmente escobilla que recoge reteniendo entre sus fibras un determinado material para luego distribuirlo uniformemente sobre una superficie. Se le conoce de varias maneras la menos común es "brocheta"  Este material puede ser líquido o pulverulento como por ejemplo, pintura, barniz, polvos de maquillaje, crema de afeitar, etc. Las brochas se utilizan para diferentes propósitos entre los que destacan la pintura de muros y otras superficies y labores de higiene y embellecimiento. 
Una brocha estándar se compone de tres partes: 
- el mango, de diferentes longitudes, generalmente, de madera, también pueden ser de plástico.
- las cerdas, consistentes en pelos de animal (jabalí, cerdo, caballo, etc.) aunque también existen de nailon y otros materiales sintéticos.
- la virola o pieza metálica que separa las cerdas del mango.

## Brochas de pintura
La brocha es un instrumento imprescindible dentro del maletín del pintor que suele contar con unidades de diverso tamaño y grosor para diferentes usos.

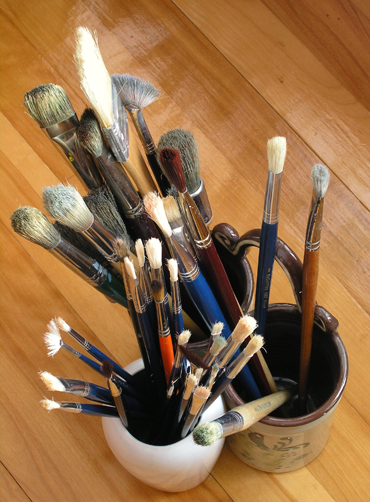
Pinceles de diferentes tipos y tamaños

Se pueden distinguir dos tipos de brochas: las planas y las redondas. Las primeras se utilizan para cubrir superficies grandes y lisas imprimiendo brochazos largos. Cuanto más ancha es la brocha mayor superficie es capaz de abarcar. Las brochas redondas se utilizan para pintar superficies estrechas o irregulares o para realizar labores delicadas como lacado o barnizado.  
Una buena brocha debe tener las cerdas compactas para dar un tratamiento uniforme a la superficie y suficientemente flexibles como para no formar estrías. Las brochas de cerdas sintéticas son más bastas por lo que no se recomiendan para trabajos de detalle.
Para que una brocha sea considerada de buena calidad, es necesario que las cerdas hayan sido adheridas en su fabricación con pegamento epóxico, de lo contrario las cerdas se desprenderán durante el pintado.
Si se desea emplear pinturas látex o al agua, lo mejor son las brochas de cerdas sintéticas. Para trabajar con lacas, esmaltes o pinturas epóxicas son recomendables las brochas de cerdas naturales: las de porcino o las de caballo ofrecen buenos resultados.
La cerda natural se caracteriza por tener la punta abierta,  como si fuera una horquilla. De hecho, cuanto más abierta tenga la punta, de mejor calidad será la cerda ya que facilitará la distribución de la pintura. Por otra parte, la cerda blanca china es la más económica, mientras que la cerda procedente de las regiones de Chungking, Hankow, Shanghái e Yunan son las de mejor calidad debido a que, por ser regiones frías,  el pelo es más grueso y absorbe más pintura.

### Mantenimiento de la brocha
Para mantener las brochas en buen estado, es imprescindible limpiarlas en profundidad después de cada uso. Si las pinturas usadas son al agua, se pueden lavar poniéndolas bajo el grifo pero si están basadas en disolvente, se deberá utilizar aguarrás u otro disolvente (tolueno, xileno, MEK, hexano, éter etc.) para su limpieza. 
Al estrenar una brocha es necesario sumergirla en líquido durante unas horas para eliminar los pelos sueltos. Se recomienda utilizar agua para las brochas de fibras naturales o aceite de linaza para las sintéticas.

## Brochas de maquillaje

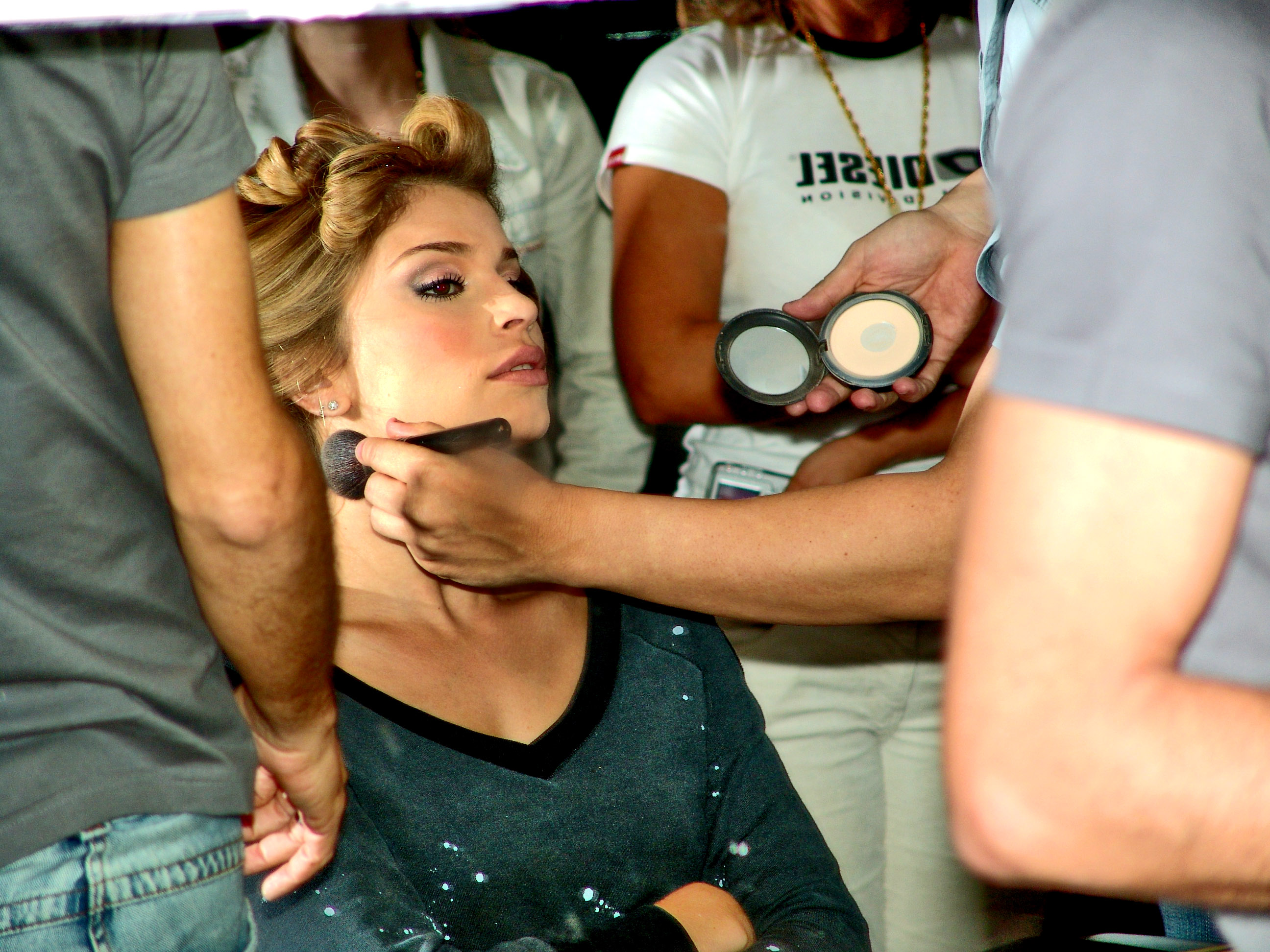
Maquillaje con brocha

Las brochas se utilizan también para distribuir los polvos de maquillaje por el rostro. Sus cerdas son naturales, principalmente, de marta, tejón o poni. Existen diferentes formas de brocha adecuadas a diferentes usos. Entre ellas, destacan:
- Brocha para polvos. Sirven para distribuir los polvos de maquillaje por el rostro.
- Brocha para colorete. Más estrecha que la anterior, sirve para dosificar el colorete sobre las zonas deseadas. También existen modelos en diagonal que permiten ajustar la dosificación del colorete.

Para usos más concretos como pintar los ojos, los labios o crear sombras e utilizan instrumentos más estrechos y precisos como son los pinceles.
Se recomienda limpiar las brochas una vez por semana aplicándoles agua y jabón y dejándolas secar libremente. Para su mejor conservación, es conveniente guardarlas dentro de su neceser o el estuche en el que venían después de cada uso.

## Brochas de afeitado

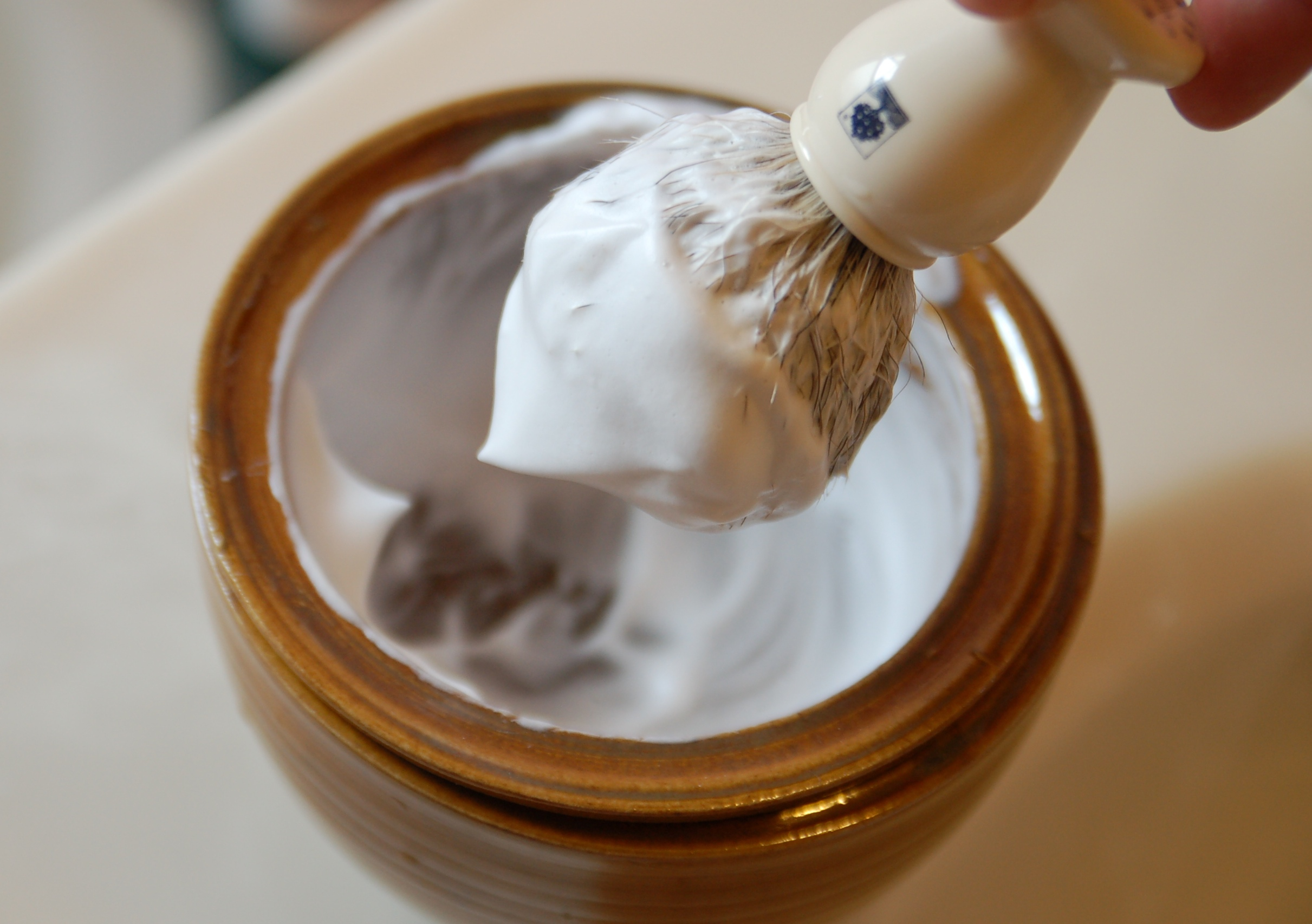
Brochas de afeitar

Las brochas son herramientas que se utilizan también en el proceso de afeitado masculino. Antes de ser sustituidas por geles y espumas de fabricación industrial, las brochas eran el instrumento habitual para distribuir la espuma por el rostro del usuario. Aún hoy, dados sus buenos resultados, se siguen comercializando junto a los jabones de afeitar. 
Una buena brocha tiene que ser de pelo natural aunque también existen brochas sintéticas. Las que mejores resultados producen son las de tejón plata. Las cerdas del animal absorben el agua utilizándose también para generar espuma. La brocha humedecida en agua caliente se agita sobre la pastilla de jabón hasta que se ha generado una espuma densa y abundante. Luego, se distribuye por el rostro cubriendo los vellos de la barba. 
Otras ventajas que se predican de la brocha frente a otros sistemas de afeitado es que retira las células muertas al discurrir por encima de la piel y que eleva los vellos de la barba manteniéndolos firmes ante el paso de la cuchilla.